# 吳鴻晏
吳鴻晏（?—?），四川人，清朝政治人物。
光绪11年（1885年），擔任清朝遵义府婺川縣知縣。后由區汝謙接任。